# Campi Salentina
Campi Salentina – miejscowość i gmina we Włoszech, w regionie Apulia, w prowincji Lecce.
Według danych na rok 2004 gminę zamieszkiwało 11 256 osób, 250,1 os./km².